# Sea Shepherd Global
Sea Shepherd Global ist eine internationale Meeresschutzorganisation mit Sitz in Amsterdam, die sich besonders dem Schutz der Meere, dem Kampf gegen illegale Fischerei, das Töten von Meeressäugern, Schildkröten und Haien sowie die Verschmutzung der Meere verschrieben hat.

## Themenschwerpunkte

### Illegale Fischerei
Beim Kampf gegen illegale Fischerei setzt Sea Shepherd primär auf die Zusammenarbeit mit Staaten, die selbst nicht genügend Ressourcen haben, ihre Küstenabschnitte effektiv zu kontrollieren. Bei dieser Zusammenarbeit stellt Sea Shepherd Flotte, Besatzung und Ausrüstung zur Verfügung. Die Behörden aus den betreffenden Ländern bemannen Sea Shepherds Schiffe mit Vollzugsbeamten, welche die Autorität haben, Schiffe zu kontrollieren und bei Gesetzesverstößen festzusetzen. Einzig bei Operation Icefish waren keine Vollzugsbeamten an Bord. Daher nahm Sea Shepherd Kontakt zu nationalen Behörden und Interpol auf, sobald sie eine illegale Aktivität bemerkten. Die Verhaftungen wurden daraufhin von diesen Behörden durchgeführt.

### Schutz von Schildkröten
Sea Shepherds patrouillieren vor allem nachts Strandabschnitte, auf denen Schildkröten ihre Eier legen. Dadurch wird verhindert, dass Wilderer die Eier einsammeln können, um sie zum Verzehr auf dem Schwarzmarkt zu verkaufen oder dass sie die Mutterschildkröten noch vor dem Legen der Eier wegen ihres Fleisches töten. Bei Operation Jairo Med beobachten und dokumentieren die Sea-Shepherd-Mitarbeiter Niststrände rund um Rom und Neapel, während die Sam Simon im Tyrrhenischen Meer patrouilliert und in Zusammenarbeit mit den Behörden illegale Fischereigeräte und Müll, welcher den Schildkröten gefährlich werden kann, aus dem Meer entfernt.

### Schutz von Meeressäugern
Sea Shepherd dokumentiert sowohl das gezielte Töten von Meeressäugern, als auch ihr Sterben als Beifang. Weiter geht die Organisation rechtlich gegen diese Praktiken vor. Wo dies möglich ist, führen die Sea-Shepherd-Schiffe Wale und Delfine von den Stränden der Färöer-Inseln weg, da ihnen dort der Tod droht. Meeressäuger, die als Beifang in den Netzen von Wilderern enden würden, werden durch das direkte Vorgehen gegen diese Wilderer geschützt.
2014 hatte der Internationale Gerichtshof entschieden, dass Japan den Walfang in der Antarktis beenden müsse. Das Urteil war auch dadurch möglich geworden, dass Sea Shepherd im Zuge der Whale-Defense-Kampagnen umfangreiches Videomaterial aufgenommen und den Klägern zur Verfügung gestellt hatte.

### Verschmutzung der Meere
Sea Shepherd Global und seine assoziierten Landesorganisationen informieren die Öffentlichkeit über die Vermeidung von Müll und darüber, wie dieser das Ökosystem Meer gefährdet. Weiters führen sie weltweit regelmäßig Beach Clean Ups durch. So wurden alleine von Sea Shepherd Australien 700.000 Zigarettenstummel entsorgt. Schätzungen zufolge verunreinigt ein Zigarettenstummel circa 500 Liter Wasser. Die eingesammelten Zigarettenstummel hatten also das Potential 350 Millionen Liter Wasser zu verunreinigen.

### Schutz von Maui-Delfinen
Mit circa 57 verbleibenden Tieren ist der Maui-Delfin der seltenste Delfin der Welt. Bedroht wird der Maui-Delfin vor allem durch die kommerzielle Fischerei. Ihr fallen im Durchschnitt 5 Maui-Delfine pro Jahr, als Beifang, zum Opfer, außerdem wird die Nahrungsgrundlage dieser Tiere durch Fischerei reduziert. 2012 machte Sea Shepherd auf die Situation aufmerksam und forderte dazu auf, eine Petition an die neuseeländische Regierung zu unterzeichnen, welche Nylonnetze im Lebensraum der Maui- und Hector-Delfine verbieten sollte. 2019 forderte Sea Shepherd die in den USA zuständigen Behörden dazu auf, den Import von neuseeländischen Fischereierzeugnissen, welche das Überleben der Art gefährden, zu verbieten. Dies solle auf Grundlage des Marine Mammal Protection Acts, einem Gesetz, welches den Beifang von Meeressäugern weltweit reduzieren soll, geschehen. Als die Petition abgelehnt wurde, reichte Sea Shepherd im Mai 2020 Klage gegen die entsprechenden Behörden ein, da diese es versäumt hätten, die gesetzlichen Vorgaben umzusetzen.

## Erfolge
Operation Icefish: In den Jahren 2014 bis 2016 gelang es Sea Shepherd die Bandit 6 der Strafverfolgung zuzuführen, 72 Kilometer zurückgelassene Stellnetze sicherzustellen und einen neuen Rekord für die längste Verfolgungsjagd auf See aufzustellen. Bei den Bandit 6 handelte es sich um eine Wildererflotte, die von Interpol gesucht wurde, weil sie illegal nach Seehecht fischte. Fünf der Schiffe konnten festgesetzt werden, die Thunder wurde hingegen von ihrem eigenen Kapitän nach einer 110-tägigen Verfolgungsjagd versenkt, vermutlich, um der Strafverfolgung zu entgehen. Operation Icefish zog eine Reihe juristischer Konsequenzen für die Wilderer nach sich. Das Höchstgericht von São Tomé und Príncipe verurteilte drei Offiziere der Thunder zu je drei Jahren Haft und verhängte eine Strafe von insgesamt 15 Millionen Euro. Spanische Gerichte verhängten Geldstrafen in Höhe von 31,2 Millionen Euro für Personen und Unternehmen, welche am illegalen Fischfang der Bandit 6 beteiligt waren. Im Februar 2016 setzte die indonesische Marine das Wildererschiff Viking fest. Ihr Kapitän, Huan Venesa und zehn Mitglieder seiner Mannschaft, wurden verhaftet. Die Viking wurde am 6. April 2016 von den indonesischen Behörden in Pangandaran, West-Java, versenkt. Mit der 110-tägigen Verfolgungsjagd hat die Bob Barker einen neuen Rekord für die „längste Verfolgungsjagd auf See“ aufgestellt.
Im Zuge von Operation Relentless konnten 784 Wale vor der japanischen Walfangflotte gerettet werden.
Operation Albacore I bis IV: In den Jahren 2016 bis 2019 wurden in Zusammenarbeit mit der Regierung von Gabun und São Tomé und Principe fünfzehn Schiffe festgesetzt.
Operation Sola Stella: In den Jahren 2017 bis 2018 wurden in Zusammenarbeit mit der Regierung von Liberia fünfzehn Schiffe festgesetzt. Vor dem Start der Operation Sola Stella beklagten lokale Fischer in der Fischereistadt Harper beinahe tägliches, illegales Eindringen von ausländischen Trawlern in ihre Fischereigebiete. Während der letzten Monate der Kontrollen bemerkten die Sea Shepherds jedoch keine einzige illegale Aktivität mehr. Dieser Umstand wurde bei der ersten Ozeankonferenz der Vereinten Nationen als Positivbeispiel dafür gebracht, dass effektive Kontrollen einen abschreckenden Effekt haben. Am 11. Februar 2019 verlieh Liberias Präsident George Manneh Weah die höchste militärische Auszeichnung seines Landes an Sea Shepherd für deren „herausragenden Dienst am liberianischen Volk“.
Operation Jodari: 2018 wurden in Zusammenarbeit mit der Regierung von Tansania zwei Langleiner wegen illegalem Shark-Finnings festgesetzt. Über die beiden Schiffe wurde eine Strafe von umgerechnet über 8 Millionen US-Dollar verhängt. Einer der beiden Langleiner trägt den Namen Buah Naga 1. Ihr Kapitän wurde im Januar 2018 verhaftet. Ihr Besitzer und der Agent wurden im Juni 2018 verhaftet. Am 4. Dezember 2018 wurden die drei Personen zu 20 Jahren Haft oder umgerechnet 383.000 € Geldstrafe verurteilt. Weiters wurde über 19 Fischereischiffe, welche sich der Kontrolle entzogen, eine Strafe von umgerechnet 6.865.160 € verhängt. Außerdem wurden 27 kleine Dhows wegen des Schmuggels von Holz aus Mangrovenwäldern, konfisziert. Am 18. Feber 2019 wurde die Andrey Dolgov festgesetzt. Es wird geschätzt, dass dieses Schiff in den letzten 10 Jahren Fisch im Wert von über 44 Millionen Euro gewildert hatte.
Operation Apex Harmony Timor Leste: 2017 wurden in Zusammenarbeit mit der Regierung von Osttimor 15 Schiffe festgesetzt. Nach neun Monaten im Hafen wurde die Flotte für eine Kaution von 100.000 US-Dollar freigegeben. Während des Arrests konnte die Flotte nicht fischen. Basierend auf der Rate, mit der sie bis zu diesem Zeitpunkt Haie tötete, wird geschätzt, dass dadurch über 800.000 Haie gerettet wurden.
Operation Driftnet: Im Jahre 2016 sammelte Sea Shepherd Beweise dafür, dass die Fu Yuan Yu Flotte illegalerweise mit Treibnetzen fischte. Die Steve Irwin begleitete die aus sechs Schiffen bestehende Flotte zu dem chinesischen Hafen Zhuhai, wo Sea Shepherd das gesammelte Beweismaterial übergab. Die chinesischen Behörden setzten die Flotte daraufhin für unbestimmte Zeit fest, entzogen drei Kapitänen ihre Lizenz, verhängten eine Strafe von umgerechnet 900.000 US-Dollar und entzogen der Reederei ihre Lizenz zu fischen.
Bei Operation Sleppid Grindini wurden Schulen von Grindwalen, Weißseitendelfinen, Weißschnauzendelfinen, Großen Tümmlern und Rundkopfdelfinen von den Färöer-Inseln weggeführt. Laut Sea Shepherd wurde so das Leben hunderter dieser Tiere gerettet.
Im Jahre 2016 drehte Sea Shepherd im Rahmen von Operation Jeedera einen Dokumentarfilm, in dem sie die Schönheit der Großen Australischen Bucht zeigten. Um möglichst viele Menschen zu erreichen, war der Film von Anfang an kostenlos zu sehen.
Operation Nyamba: Seit 2017 patrouillieren freiwillige Mitarbeiter von Sea Shepherd die Strände von Mayotte. Die Patrouillen finden in der Zeit, in der die Schildkröten ihr Eier legen, jede Nacht statt. Laut dem Journal de Mayotte wurden durch die Kampagne über 200 Meeresschildkröten, die so ungestört ihre Nester legen konnten, gerettet.
Im Zuge der Marine-Debris-Kampagne wurden laut Sea Shepherd alleine in Australien 1,2 Millionen Stück Müll von über 10.000 Freiwilligen eingesammelt.
Operation Siracusa: In den Jahren 2013 bis 2018 patrouillierten regelmäßig Freiwillige von Sea Shepherd an den Küsten des Meeresschutzgebiets Area Marina Protetta Plemmirio. Dabei konnten sie tausenden Zackenbarschen, Seegurken und Seeigeln das Leben retten.
Im Zuge von Operation Siso wurden rund um die äolischen Inseln 150 km illegaler Fischereiausrüstung und 77 illegale Lockbojen geborgen. Weiters wurden über 180 Tonnen illegale Fänge beschlagnahmt und insgesamt circa 7,7 Mio. Euro an Sanktionen verhängt.
Operation Gambian Coastal Defense: Im November 2020 setzten gambische Behörden an Bord der Sam Simon vier illegal fischende Schiffe fest. Am 27. August 2019 wurden die beiden Fischereischiffe Lao Yuan Yu 010 und Victory 205, in Zusammenarbeit mit Strafvollzugsbeamten aus Gambia verhaftet. Grund für die Verhaftung war, unter anderem, das Fischen ohne Fischereilogbuch und das Fischen innerhalb der Neun-Meilen-Zone, welche für lokale Fischer reserviert ist. Im selben Jahr konnten zwölf weitere Trawler festgesetzt werden, indem die gambischen Strafvollzugsbeamten, von dem Sea Shepherd Schiff Sam Simon, zu den illegal operierenden Schiffen gebracht wurden.
Operation Guegou: In den Jahren 2019 und 2020 unterstützte Sea Shepherd Vollzugsbeamte aus Benin bei der Festsetzung von 8 Trawlern, die illegal vor Westafrika gefischt hatten.

## Struktur und Finanzen
Sea Shepherd Global ist eine gemeinnützige, in den Niederlanden registrierte Stiftung, die von Geschäftsführer Captain Alex Cornelissen geleitet wird. Von der in den USA ansässigen Sea Shepherd Conservation Society ist Sea Shepherd Global finanziell und rechtlich unabhängig. Sea Shepherd Global koordiniert Finanzen, Logistik, Kommunikation und Flotte für über 20 Ländergruppen. Diese Ländergruppen, mit Ausnahme der USA, finanzieren die Kampagnen von Sea Shepherd Global mit. Sowohl Sea Shepherd Global als auch die Ländergruppen sowie die Sea Shepherd Conservation Society werden in ihrer Kurzform „Sea Shepherd“ genannt.
Sea Shepherd Global hat genauso wie die von ihr koordinierten Ländergruppen nur wenige eingetragene Mitglieder. Stattdessen setzen sie auf:
- Freiwillige auf See, die auf den Schiffen mitarbeiten.[81]
- Freiwillige an Land, die Merchandise verkaufen und an land-basierten Kampagnen mitarbeiten[82], Fundraising-Veranstaltungen organisieren, an Clean Ups teilnehmen oder die Öffentlichkeit informieren.[83]
- Taucher, die kriminelle Handlungen melden, Korallenkurse veranstalten und Müll aus Gewässern entfernen.
- Part Time Heroes (deutsch: Teilzeithelden), die Sea Shepherd finanziell unterstützen; entweder durch regelmäßige Zahlungen oder durch das Organisieren von Fundraising-Veranstaltungen.[84]

Die Kosten für Kampagnen mit Unterstützung der Flotte werden mit 3333 € pro Tag und Schiff angegeben.

## Logos
Der Jolly Roger wurde von Sea Shepherd Artistic Director Geert Vons entworfen. Laut Sea Shepherd Global symbolisiert er deren Kampf gegen jede Art von Piraterie, sei es illegales Fischen, Wildern in Meeresschutzgebieten oder piratenartigen Walfang. Der Hirtenstab und Neptuns Dreizack stehen für den Schutz der Meere. Der Wal und der Delfin sind an das Yin-und-Yang-Symbol angelehnt und repräsentieren das fragile Gleichgewicht in den Meeren.
Das Classic Logo wurde im Jahre 1981 kreiert. Der Buckelwal und der Delfin repräsentieren Sea Shepherds Entschlossenheit, für Meeressäuger zu kämpfen. Im ursprünglichen Design standen um das Bild mit den beiden Meeressäuger herum die Worte „Sea Shepherd Conservation Society“. Sea Shepherd Global verwendet einige Adaptionen des klassischen Logos. In einer Adaption sind nur die beiden Meeressäuger zu sehen, in einer anderen steht Sea Shepherd über und in einer dritten Defend – Conserve – Protect unter dem Bild.
Weiters gibt es eigene Logos für die diversen Kampagnen.

## Bekannte Unterstützer

### Bildende Kunst
Der Tätowierkünstler Geert Vons ist Sea Shepherd Artist Director und Sea Shepherd Netherlands Director. Er tätowiert unentgeltlich im Sea Shepherd Tattoo Studio in Amsterdam. Mit den Erlösen werden Sea-Shepherd-Kampagnen finanziert. Geert Vons spendete Sea Shepherd einige Zeichnungen, darunter der Jolly Roger, das Logo der Organisation.
Jasmine Alexander ist seit 2015 Mitglied des UK Adversory Boards. 2017 entwarf sie die Sea Shepherd × Jasmine Alexander-Kollektion. Alle Erlöse aus dem Verkauf gehen direkt an Sea Shepherd.
Michael Beasley hat mehrere Jahre als Designer und Matrose auf der Bob Barker verbracht. Für Sea Shepherd entwirft er Logos, Poster, Flugblätter, Banner, Unterrichts- und Trainingsmaterialen.

### Musik
Zu den bekanntesten Unterstützern aus der Musikszene gehören:
- Architects[98]
- Beatsteaks[99]
- Boysetsfire[100]
- Coldplay[101]
- Debauchery[102]
- Die Apokalyptischen Reiter[103]
- Die Ärzte[104]
- Faun[105]
- Inlegend[106]
- Gojira[107]
- Heaven Shall Burn[108]
- Ignite[109]
- In Extremo[110]
- Itchy[111][112]
- Leona Lewis[113]
- Nickelback[114]
- Omnia[115]
- Rise Against[116]
- Santiano[117]
- Saltatio Mortis[118]
- Tina Schüssler[119]
- Sepultura[120]
- Vinegar Hill[121]
- WIZO[122]
- Xavier Rudd[123]

Joe Perry und Steven Tyler von der amerikanischen Rockband Aerosmith  besuchten die Sea-Shepherd-Flotte im Rahmen ihrer Global-Warming-Tour in Melbourne, Australien. Die gesamte Mannschaft wurde als VIP zu dem anschließenden Konzert in der Rod Laver Arena eingeladen. Bei dem Konzert sagte Tyler, dass der Besuch eine der fantastischsten Erfahrungen seines Lebens war und bat das Publikum, sich an den Namen Sea Shepherd zu erinnern. Sea Shepherd begleitete die Global-Warming-Tour daraufhin mit Infoständen.
Die Red Hot Chili Peppers zeigten an zwei Tagen des australischen Festival Big Day Out  Videoausschnitte aus vergangenen Sea-Shepherd-Kampagnen und forderten die 40.000 bis 50.000 anwesenden Fans auf, Sea Shepherd zu unterstützen. Weiters zeigte die Band ihre Unterstützung, indem sie ein Foto von sich mit einem Sea-Shepherd-Handtuch auf Instagram postete und sämtliche Sea-Shepherd-Schweiz-Volunteers zu einem ihrer Konzerte einlud.

### Schauspieler
Zu den bekanntesten unterstützenden Schauspielern gehören:
- Anne Menden[130]
- Christian Bale[131]
- Clive Standen[132]
- Pamela Anderson[133][134]
- Richard Dean Anderson[135]
- Ross Mc Call[136]
- Rutger Hauer[137]
- Shannen Doherty[138]

## Flotte

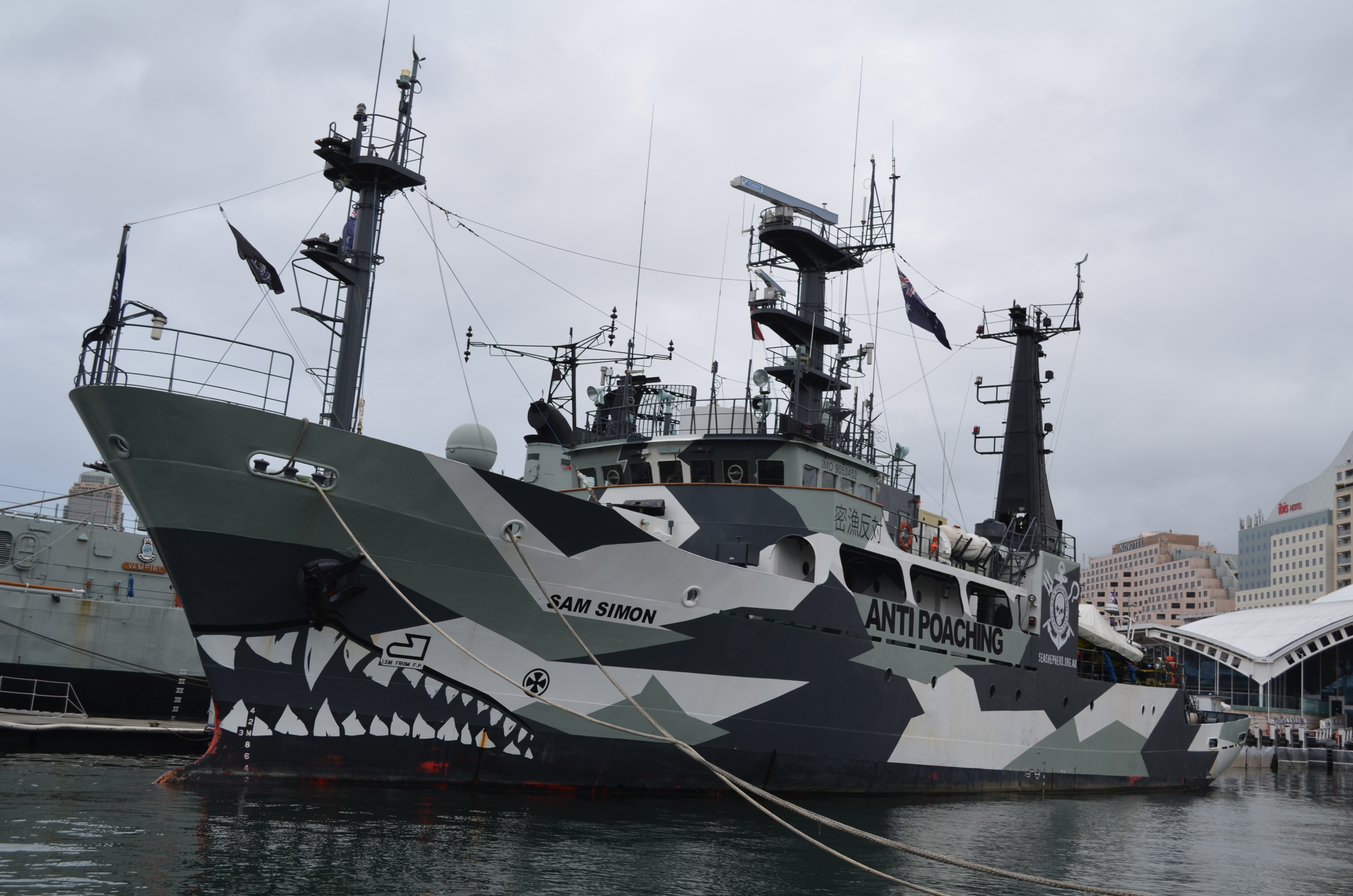
Die Sam Simon vor dem National Maritime Museum, in Australien.

Sea Shepherd Globals Flotte besteht aus folgenden Schiffen:
- Age of Union (ehemals Sam Simon)
- Brigitte Bardot
- Conrad
- Emanuel Bronner
- Farley Mowat
- Martin Sheen
- Ocean Warrior (Flaggschiff)
- Sea Eagle

Die globale Flotte von Sea Shepherd besteht aus insgesamt zehn Schiffen und einigen kleineren Booten. Sie bezeichnen ihre Flotte auch kollektiv als Neptune’s Navy.

### Ausgemusterte Schiffe
Die Steve Irwin wurde im Dezember 2018 nach elf Jahren Einsatz für Sea Shepherd ausgemustert. Das ehemalige Flaggschiff soll nun zu einem Museum umgebaut werden.
Die Bob Barker wurde im November 2022 nach 13 Jahren Einsatz für Sea Shepherd ausgemustert.

## Kulturelle Rezeption

### Filme
Der Dokumentarfilm Ocean Warriors – Chasing the Thunder thematisiert die 110-tägige Verfolgung des Wildererschiffs Thunder durch die Sea Shepherds, das letztendliche Sinken der Thunder, die Rettung ihrer Mannschaft durch die Sea Shepherds sowie das anschließende Gerichtsverfahren, in dem die Offiziere der Thunder zu langjährigen Haftstrafen für das Versenken ihres eigenen Schiffes verurteilt wurden.
Der deutsch-französische Kultursender Arte berichtete in seiner Dokumentation „Senegal: Jagd auf die Plünderer der Meere“ über die Operation Sola Stella und deren Hintergründe.
Im Dokumentarfilm Seaspiracy (2021) berichtet der Autor von einem Sea Shepherd Einsatz gegen illegalen Fischfang vor der Küste von Liberia.

### Bücher
In Cookin’ Up A Storm: Abenteuer und vegane Rezepte mit Sea Shepherd erzählt die Sea-Shepherd-Köchin Laura Dakin von den Walschutzkampagnen, an denen sie teilnahm. Außerdem veröffentlicht sie darin einige Rezepte, die sie während dieser Kampagnen kochte.
In Fisch Mafia. Die Jagd nach den skrupellosen Geschäftemachern auf unseren Weltmeeren berichten die beiden Journalisten Eskil Engdal und Kjetil Sæter über Operation Icefisch und deren Hintergründe. Von jedem verkauften Band geht ein Euro an Sea Shepherd. Das Werk ist auch als Hörbuch erhältlich. 
Das illustrierte Buch Gideon und der rote Strand erschien anlässlich Operation Grindstop 2014 und thematisiert das Töten von Walen auf den Färöer-Inseln.